# Kontakt operacyjny (Departament I Ministerstwa Spraw Wewnętrznych)
Kontakt operacyjny (KO) – kategoria osobowego źródła informacji Departamentu I Ministerstwa Spraw Wewnętrznych.
Była to podstawowa kategoria tajnej, świadomej współpracy obywateli Polskiej Rzeczypospolitej Ludowej z Wywiadem Cywilnym. KO Departamentu I Ministerstwa Spraw Wewnętrznych był odpowiednikiem tajnego współpracownika w innych pionach.
Wprowadzona do użytku służbowego zarządzeniem ministra spraw wewnętrznych 0041/72 wydanym 6 maja 1972 roku, „Instrukcja o pracy wywiadowczej Departamentu I MSW” określała kategorię kontakt operacyjny. Była to osoba posiadająca obywatelstwo Polskiej Rzeczypospolitej Ludowej, stale zamieszkała w kraju, pozyskana celowo do współpracy z wywiadem, która świadomie i w sposób tajny wykonywała powierzone zadania wywiadowcze w kraju lub za granicą.